# Загре, Бен Азиз
Бен Азиз Загре (род. 31 декабря 1998, Бобо-Диуласо) — буркинийский футболист, защитник российского клуба «Шинник».

## Клубная карьера
27 января 2018 года подписал контракт с датским клубом «Эсбьерг».
30 июня 2018 года перешёл в «КОЗАФ».
2 сентября 2019 года стал игроком португальского клуба «Витория» Гимарайнш Б. За резервную команду Витории дебютировал 13 сентября 2019 года в матче против клуба «Брага Б».
1 июля 2021 года подписал контракт с клубом «АД Фафе». За новый клуб дебютировал 5 февраля 2022 года в матче против клуба «Оливейренсе».
14 февраля главный тренер «Кайсара» Виктор Кумыков признался корреспонденту сайта meta-ratings.kz, что они подписали четырёх легионеров, в том числе Загре.

## Карьера в сборной
27 февраля 2016 года дебютировал за сборную Буркина-Фасо в матче со сборной Египта (0:2).

## Клубная статистика
| Игровая карьера | Игровая карьера | Игровая карьера | Лига | Лига | Кубок | Кубок | Межд. | Межд. | Др. | Др. |
| --------------- | --------------- | --------------- | ---- | ---- | ----- | ----- | ----- | ----- | --- | --- |
| 2019/20         | Витория Б       | Г               | 17   | 1    | —     | —     | —     | —     | —   | —   |
| 2020/21         | Витория Б       | Г               | 16   | 1    | —     | —     | —     | —     | —   | —   |
| 2021/22         | АД Фафе         | В               | 11   | 0    | —     | —     | —     | —     | —   | —   |
| 2023            | Кайсар          | А               | 23   | 3    | 2     | 0     | —     | —     | —   | —   |